# روبرتو دیاز (بازیکن فوتبال)
روبرتو دیاز (انگلیسی: Roberto Díaz؛ زادهٔ ۳ مارس ۱۹۵۳) بازیکن فوتبال اهل آرژانتین است.
از باشگاه‌هایی که در آن بازی کرده‌است می‌توان به باشگاه فوتبال تیگرس اونال، باشگاه فوتبال استودیانتس، باشگاه لئون، باشگاه فوتبال آمریکا، و باشگاه فوتبال راسینگ کلوب آویاندا اشاره کرد.
وی همچنین در تیم ملی فوتبال آرژانتین بازی کرده‌است.